# Shizuvi
Shizuvi  ist ein Verwaltungsbezirk (Ward) des Distrikts Mbeya in der gleichnamigen tansanischen Region Mbeya.

## Geografie
Shizuvi  liegt im Südwesten von Tansania zwischen dem Rukwasee und dem Malawisee. Der Bezirk hat eine Fläche von 51,77 Quadratkilometern und bei der Volkszählung 2022 lebten hier 4671 Menschen in 1151 Haushalten.

## Gliederung
Der Bezirk besteht aus drei Gemeinden (Mtaa) mit 18 Orten (Kitongoji):
| Shisyete - Shisyete - Mabeya - Itete - Mbande | Isonso - Isonso - Mabata - Mkumbi - Magambo | Inyala Ilembo - Shipi - Ilindi - Tunduma - Shiugu - Ilambalala - Shuleni - Neema A - Neema Baptisti - Uwanjani - Moroviani |

## Wirtschaft und Infrastruktur
- Gesundheit: Im Bezirk gibt es drei Apotheken, je eine in Shizuvi,[5] Shisyete[6] und Isonso.[7]